# Nataliya Pohrebnyak
Nataliya Pohrebnyak (née le 19 février 1988 dans l'oblast de Kharkiv) est une athlète ukrainienne, spécialiste du sprint.

## Carrière
8e en demi-finale des Championnats d'Europe 2010 en 11 s 34, elle remporte la médaille d'or avec le relais 4 × 100 m.
Elle porte le record des championnats à 42 s 50 pour le relais 4 × 100 m des Championnats d'Europe par équipe que son équipe, composée également de Nataliya Strohova, de Viktoriya Pyatachenko et de Hrystyna Stuy, remporte à Tcheboksary le 20 juin 2015.
Elle s'impose en juin 2016 aux Championnats d'Ukraine sur 100 m en 11 s 11 (+ 2,2 m/s) et sur 200 m en 22 s 76. Le 7 juillet, l'Ukrainienne prend la 5e place de la finale du 200 m des Championnats d'Europe d'Amsterdam en 22 s 84. Le lendemain, elle se classe également 5e de la finale du 100 m en 11 s 28, à seulement 3 centièmes du podium (Mujinga Kambundji 11 s 25). Le 10 juillet, elle échoue avec ses coéquipières au pied du podium de la finale du relais 4 x 100 m en 42 s 87, à relative distance de la médaille de bronze (l'Allemagne en 42 s 47). En raison de la suspension de dopage d’Olesya Povh, le relais est toutefois disqualifié en 2018.

## Vie privée
Elle est mariée avec le triple sauteur russe Dmitriy Sorokin, avec qui elle a un garçon, né en 2017.

## Palmarès
| Date | Compétition                       | Lieu           | Résultat | Épreuve   |
| ---- | --------------------------------- | -------------- | -------- | --------- |
| 2010 | Championnats d'Europe             | Barcelone      | 1er      | 4 × 100 m |
| 2011 | Championnats d'Europe par équipes | Stockholm      | 1re      | 4 × 100 m |
| 2011 | Universiade                       | Shenzhen       | 1re      | 4 × 100 m |
| 2011 | Championnats du monde             | Daegu          | 3e       | 4 × 100 m |
| 2013 | Championnats d'Europe par équipes | Gateshead      | 1re      | 4 × 100 m |
| 2013 | Universiade                       | Kazan          | 1re      | 4 × 100 m |
| 2014 | Championnats d'Europe par équipes | Brunswick      | 2e       | 200 m     |
| 2015 | Championnats d'Europe par équipes | Tcheboksary    | 2e       | 100 m     |
| 2015 | Championnats d'Europe par équipes | Tcheboksary    | 1re      | 200 m     |
| 2015 | Championnats d'Europe par équipes | Tcheboksary    | 1re      | 4 x 100 m |
| 2015 | Jeux mondiaux militaires          | Mungyeong      | 2e       | 100 m     |
| 2016 | Championnats d'Europe             | Amsterdam      | 5e       | 100 m     |
| 2016 | Championnats d'Europe             | Amsterdam      | 5e       | 200 m     |
| 2016 | Championnats d'Europe             | Amsterdam      | DQ       | 4 x 100 m |
| 2016 | Jeux olympiques                   | Rio de Janeiro | DQ       | 4 x 100 m |

## Records
| Épreuve    | Performance | Lieu           | Date            |
| ---------- | ----------- | -------------- | --------------- |
| 100 mètres | 11 s 09     | Kirovohrad     | 30 juillet 2015 |
| 200 mètres | 22 s 64     | Rio de Janeiro | 15 août 2016    |

| Épreuve   | Performance | Lieu         | Date            |
| --------- | ----------- | ------------ | --------------- |
| 60 mètres | 7 s 18      | Zaporizhzhya | 28 janvier 2016 |